# قره‌اوغلان (آق‌داش)
قره‌اوغلان (به لاتین: Qaraoğlan) یک منطقه مسکونی در جمهوری آذربایجان است که در شهرستان آق‌داش واقع شده است. قره‌اوغلان ۴۰۸ نفر جمعیت دارد.